# 偵爆犬

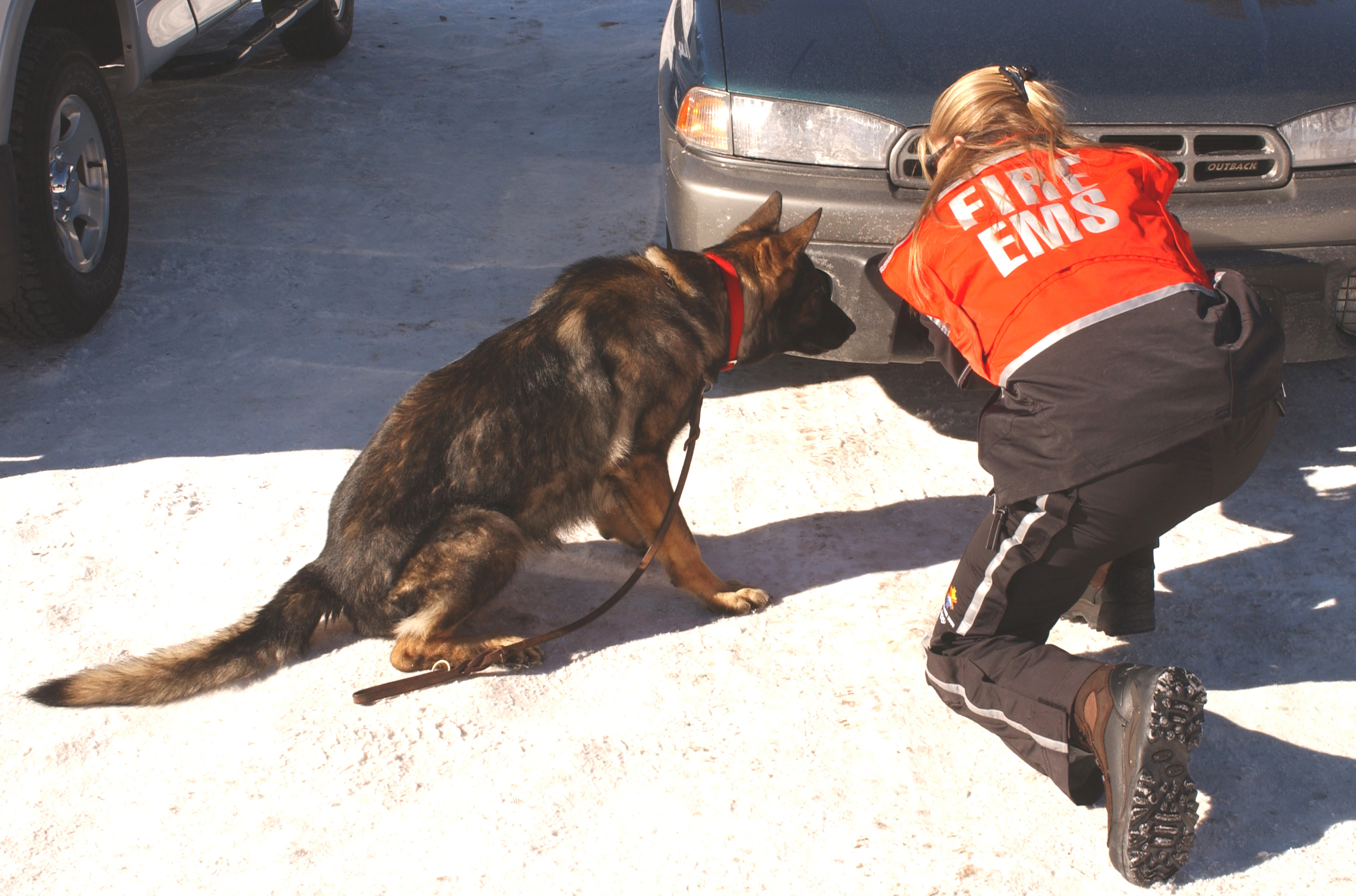
工作中的偵爆犬。

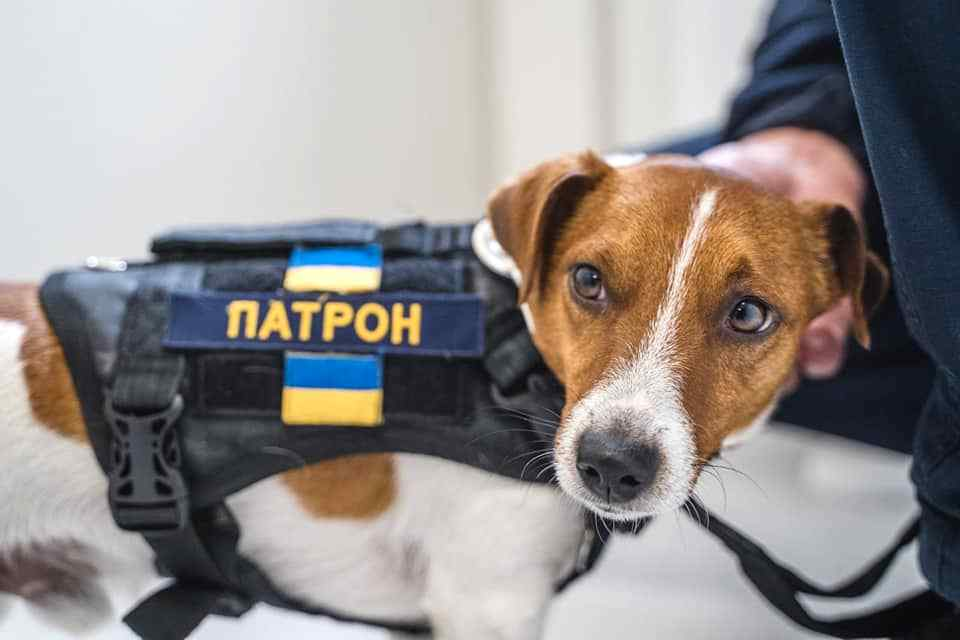
2022年烏俄戰爭期間的烏克蘭傑克羅素㹴偵爆犬子彈。

偵爆犬是指經過特別訓練、能嗅出爆裂物的犬隻。德國狼犬、比利時狼犬和拉布拉多犬等皆是適合擔綱偵爆犬的品種。相較於緝毒犬，偵爆犬必須要個性更加穩定、能服從紀律。
在台灣，偵爆犬隸屬於中華民國憲兵。個性適合擔綱偵爆犬的狗在一歲兩個月時，就得經過為期三個月的嚴格訓練，據訓練師表示，通常只有十分之一的狗能夠通過訓練，那些未能通過的狗大多轉成檢疫犬。而通過結訓的狗還得再經過三個月的實習過程，才能正式成為偵爆犬，牠們的役期約為四年到七年。部分偵爆犬在退休後會開放給民眾認養。
在美國，運輸安全管理局在911攻擊事件前只有不到兩百隻的偵爆犬，911攻擊事件過後，對偵爆犬的需求急增，至2011年已擴充至八百隻偵爆犬，牠們主要在機場和大眾運輸系統工作。

## 外部連結
- 〈浅析搜爆犬跟随示警的训练方法及要点 （页面存档备份，存于）〉，肖建伟、卫勇鑫，《中国工作犬业》2018年 第1期